# 容克里
容克里（法語：Jonquery，法語發音：[ʒɔ̃kʁi]）是法国马恩省的一个市镇，位于该省西部偏北，属于兰斯区。

## 地理
容克里（49°8'43"N, 3°47'26"E）面积4.34 平方千米，位于法国大東部大區马恩省，该省份为法国东北部内陆省份，北起阿登省，西北接埃纳省，西南接塞纳-马恩省，南至奥布省，东南接上马恩省，东临默兹省。
与容克里接壤的市镇（或旧市镇、城区）包括：塔德努瓦城、巴略苏沙蒂永、尚普拉和布雅库尔、屈勒、拉讷维尔欧拉里、奥利济、罗米尼。

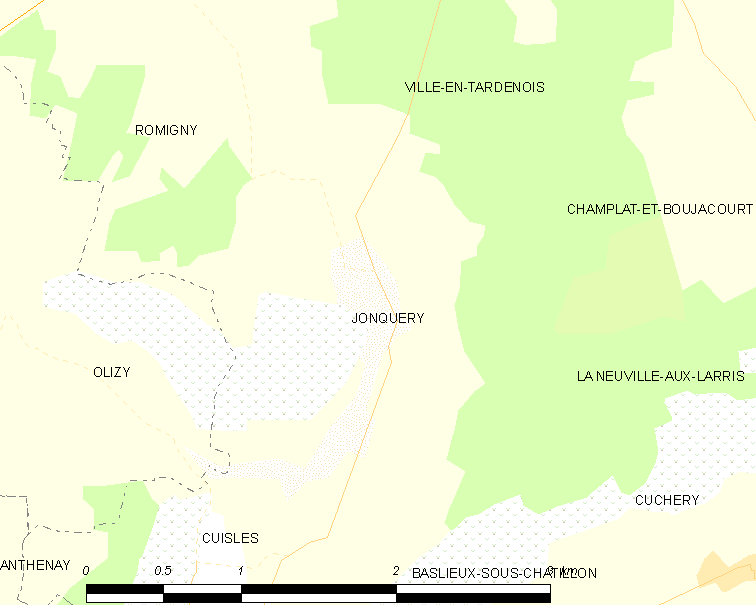
容克里的OSM定位图

容克里的时区为UTC+01:00、UTC+02:00（夏令时）。

## 行政
容克里的邮政编码为51700，INSEE市镇编码为51309。

## 政治
容克里所属的省级选区为多尔芒-香槟景县。

## 人口

1962-2008年间容克里人口变化图示

容克里于2022年1月1日时的人口数量为114人。